# Армяне в Румынии
Армяне в Румынии (рум. Armenii din România, арм. Հայերը Ռումինիայում) — армянская община, проживающая в современной Румынии. Численность армян в Румынии согласно переписи 2011 года составляет 1361 человек (в том числе в Бухаресте 565, а в Констанце 230 человек). По мнению посольства Армении в Румынии, румынских граждан с армянскими корнями существенно больше. По мнению главы армянской епархии Румынии и Болгарии число армян составляет около 3500 человек (в том числе 1700 в Бухаресте).

## История
Около 1330 года армяне поселились в большом количестве в крымском городе Каффа (в то время генуэзский торговый портовый город). Впоследствии они отсюда переехали в Польшу и Молдову, двигаясь по так называемому татарскому торговому пути, который связывал Каффу с Центральной Европой. Впоследствии в 14-м и 15-м веках появились армянские колонии в Сучаве, Яссах, Ботошанах, Дорохое, Фокшанах, Сирете, Романе, Галаце, Васлуе, Тыргу-Окна, Бакэу, Бырладе.

## Демографические характеристики

### Численность
Согласно переписям населения численность армян в Румынии изменялась следующим образом:
| Год переписи | Численность армян | Доля %  |
| ------------ | ----------------- | ------- |
| 1930         | 12 175            | 0,085 % |
| 1956         | 6 441             | 0,037 % |
| 1966         | 3 436             | 0,018 % |
| 1977         | 2 342             | 0,011 % |
| 1992         | 1 957             | 0,009 % |
| 2002         | 1 780             | 0,008 % |
| 2011         | 1 361             | 0,007 % |

### Территориальное распределение
В таблице перечислены муниципальные образования, в которых по данным переписи 2011 года насчитывается 10 и более армян.
| Город или муниципалитет   | Численность армян |
| ------------------------- | ----------------- |
| город Бухарест:           | 565               |
| Сектор 1                  | 92                |
| Сектор 2                  | 234               |
| Сектор 3                  | 86                |
| Сектор 4                  | 61                |
| Сектор 5                  | 28                |
| Сектор 6                  | 64                |
| город Констанца           | 230               |
| муниципалитет Тульча      | 35                |
| муниципалитет Питешти     | 33                |
| муниципалитет Клуж-Напока | 32                |
| муниципалитет Герла       | 31                |
| муниципалитет Галац       | 29                |
| муниципалитет Бакэу       | 24                |
| муниципалитет Тимишоара   | 23                |
| муниципалитет Сучава      | 22                |
| муниципалитет Ботошаны    | 21                |
| город Волунтари*          | 19                |
| муниципалитет Тыргу-Муреш | 14                |
| город Отопени*            | 13                |
| муниципалитет Яссы        | 12                |
| город Пантелимон*         | 12                |
| город Думбрэвени          | 12                |
| муниципалитет Брэила      | 10                |
| муниципалитет Кэлэраши    | 10                |

* пригород Бухареста.

### Религиозный состав
Согласно переписи населения 2011 года среди армян было 974 православных (72 %), 212 человек принадлежали к Армянской апостольской церкви (16 %), 60 человек принадлежали к Римско-католической церкви (4 %).

### Языки
В языковом отношении переписью 2011 года среди армян Румынии учтено 705 человек с родным армянским языком (52 %), 578 с родным румынским языком (42 %), у 57 румынских армян родным был венгерский язык (4 %).

## Армянская апостольская церковьв Румынии
Считается, что румынская ветвь Армянской апостольской церкви является старейшей в Европе. Первая армянская церковь на территории современной Румынии была сооружена в 1350 году, а 30 июля 1401 году (при господаре Молдавского княжества Александре I Добром) был выпущен документ об основании армянской общины и назначении первого епископа Ховханнеса на кафедру в Сучаве. В 1512 году были сооружены два храма - Ачкатар и Замка. 500-летие храма Ачкатар отмечалось в присутствии Католикоса Гарегина II.
Армянская апостольская церковь имеет в Румынии 19 сохранившихся церквей и 2 монастыря, не считая часовни и кладбища (в 2012 году 8, но есть и другие армянские кладбища, права на которые из-за отсутствия армянского населения в соответствующих городах пришлось передать, и они были открыты для захоронения румын).
В 2010 году в Софии на 80-м году жизни скончался глава епархии Армянской церкви в Болгарии и Румынии архиепископ Тирайр Мартикян. Епархию ААЦ в Румынии и Болгарии Тирайр (в миру Тигран Мартикян) возглавлял на протяжении последних 50 лет..
С 21 сентября 2010 года 42-м по счету главой епархии Румынии и Болгарии избран Татев Србазан Акопян. Епископ отмечал, что многие армяне отошли от Армянской Церкви, считая, что между ней и Румынской православной церковью нет разницы и потому нет необходимости посещать именно армянские церкви. По мнению епископа в значительной части армянской общины был утрачен армянский язык, утрачен армянский дух.

## Армянская католическая церковьв Румынии
Армянская католическая церковь имеет Ординариат Румынии с центром в Герла, который был создан в 1930 году. По данным Католической церкви на 2009 год на территории Румынии насчитывалось 4 прихода Армянской католической церкви с 4 священниками, число верующих составляло 809 человек. Апостольским администратором Ординариата Румынии является католический архиепископ Алба-Юлии Дьёрдь-Миклош Якубиньи (венг. György-Miklós Jakubínyi)
Список армянских католических церквей
- Церковь (Սուրբ Երրորդության հայ կաթողիկե տաճար) в городе Герла (Арменополис)
- Церковь (Սուրբ Սողոմոն հայ կաթողիկե եկեղեցի) в городе Герла (Арменополис)
- Церковь (Սուրբ Եղիսաբեթ հայ կաթողիկե տաճար) в городе Думбрэвени
- Церковь (Սուրբ Մարիամ հայ կաթողիկե եկեղեցի) в городе Георгени (Гергиосцентмиклос)
- Церковь (Սուրբ Երրորդության հայ կաթողիկե եկեղեցի) в коммуне Фрумоаса

## Фотогалерея

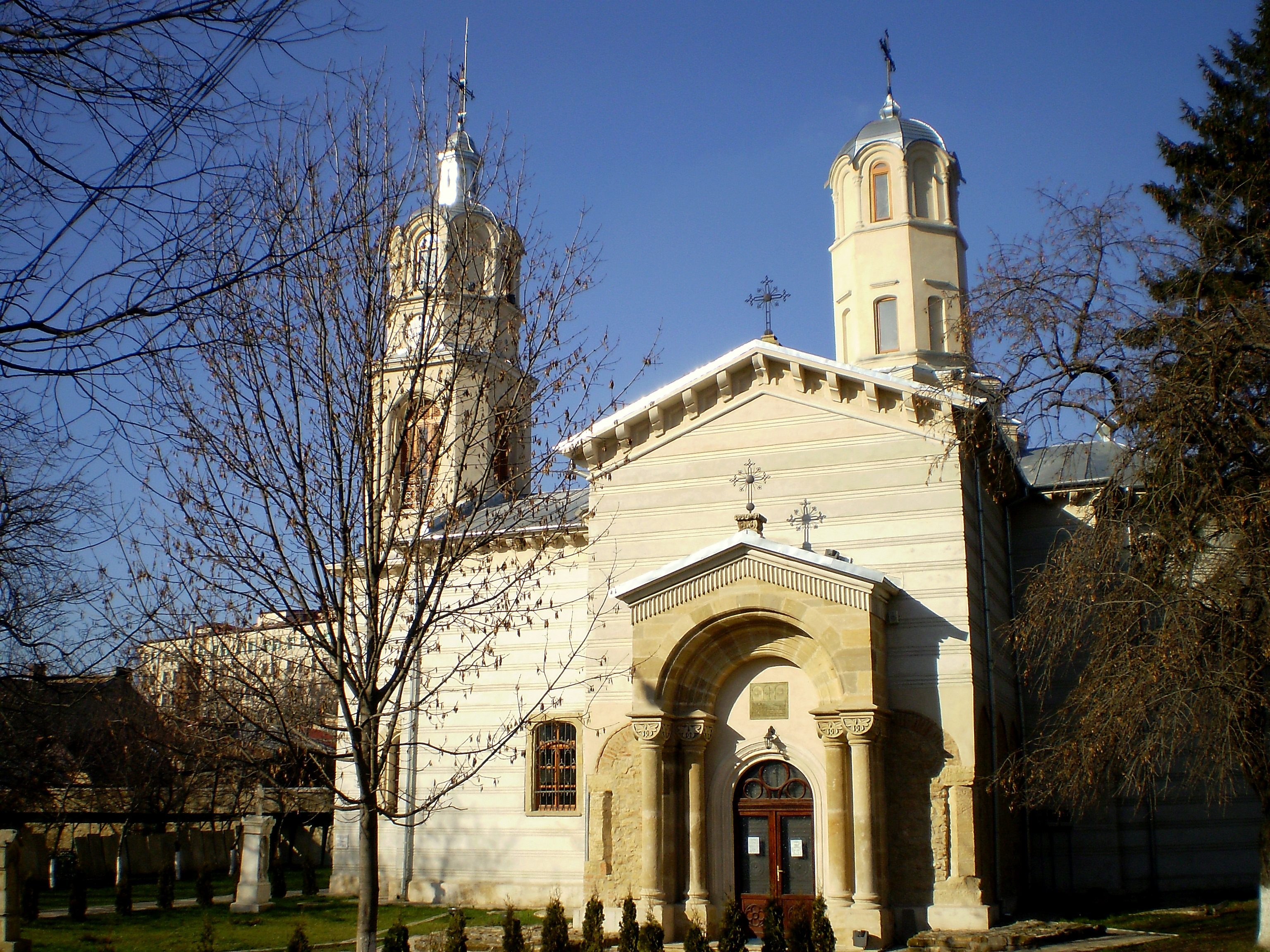
Армянская церковь в Яссах
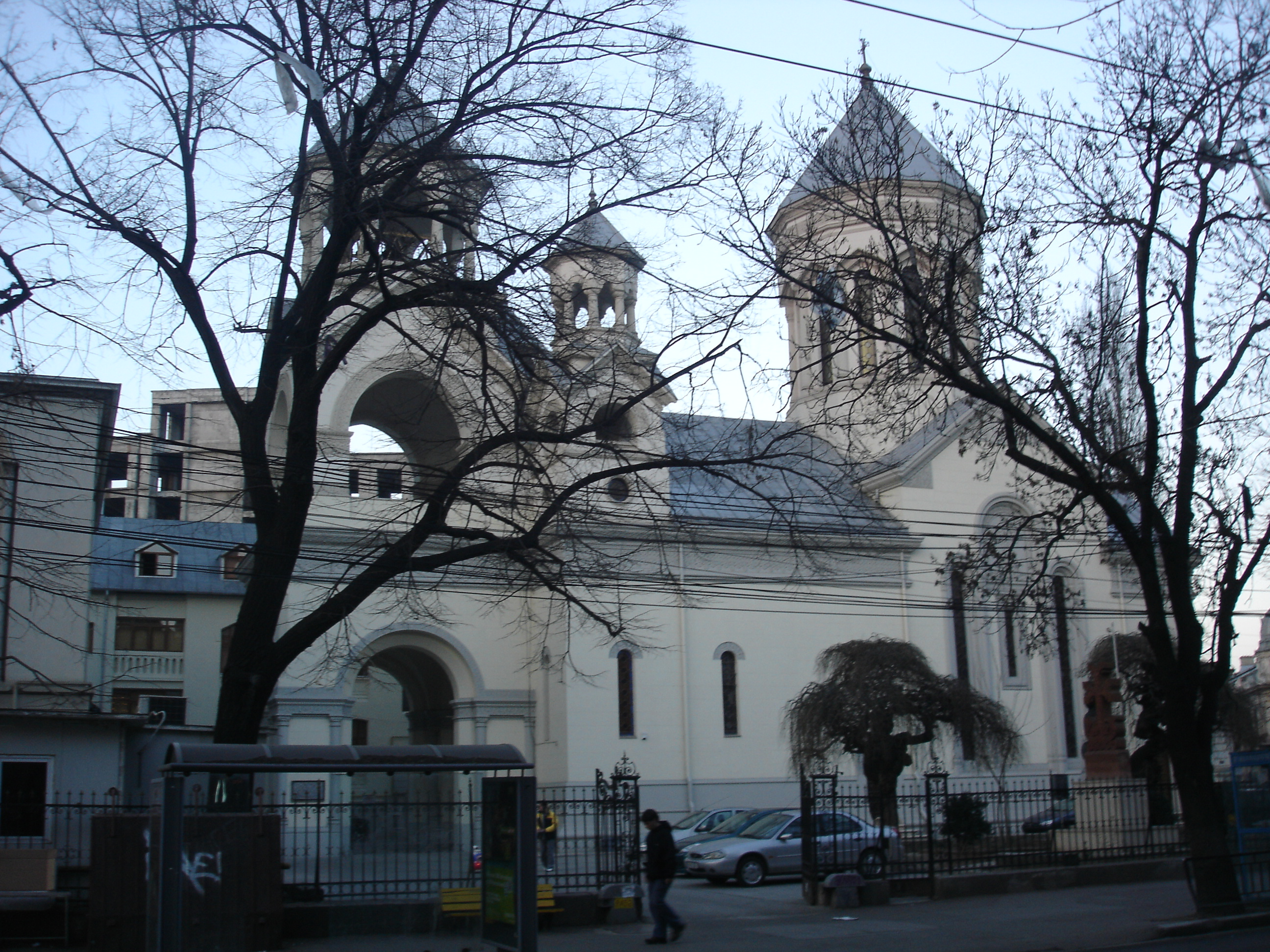
Армянская церковь в Бухаресте
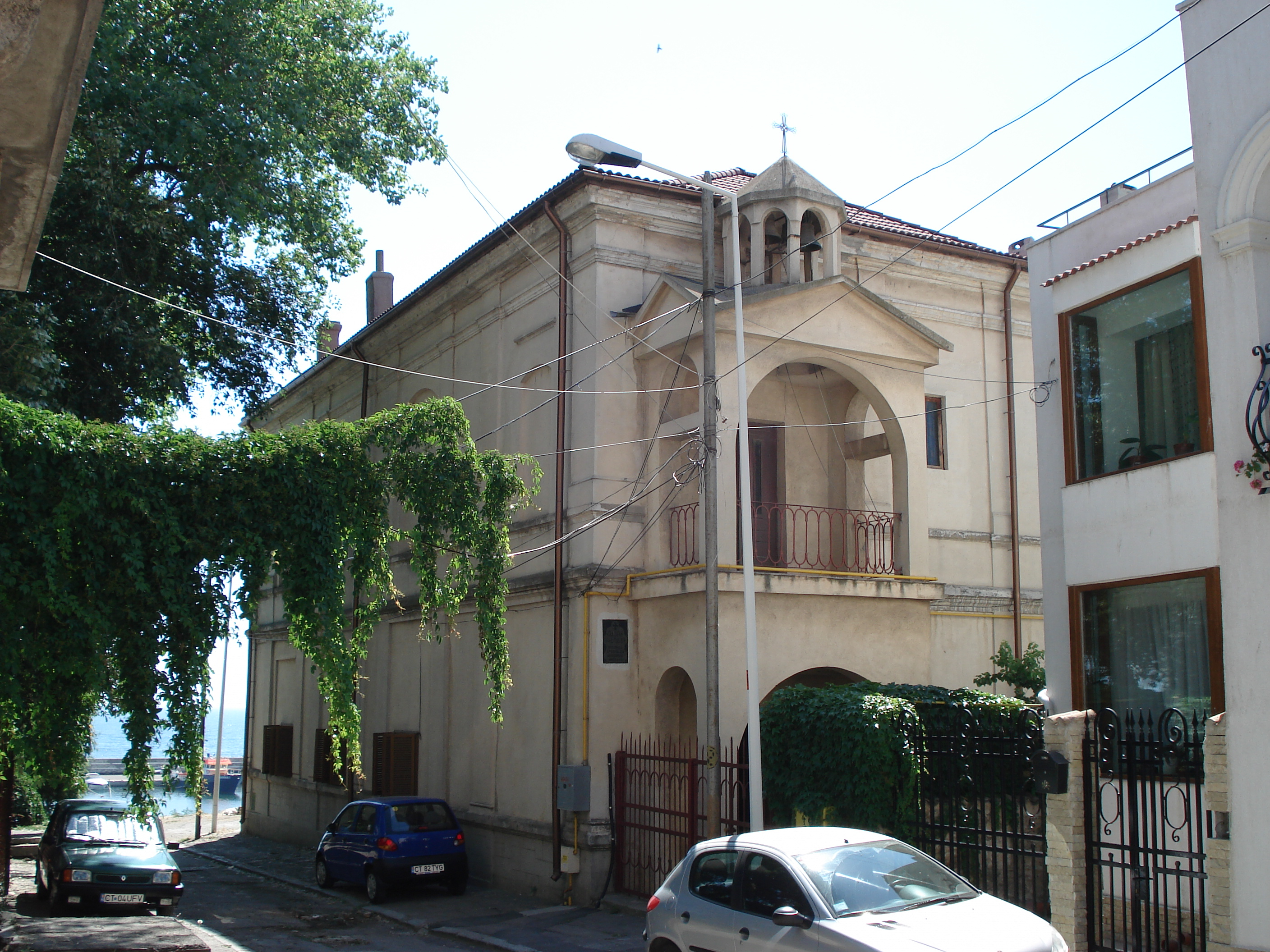
Армянская церковь в городе Констанца
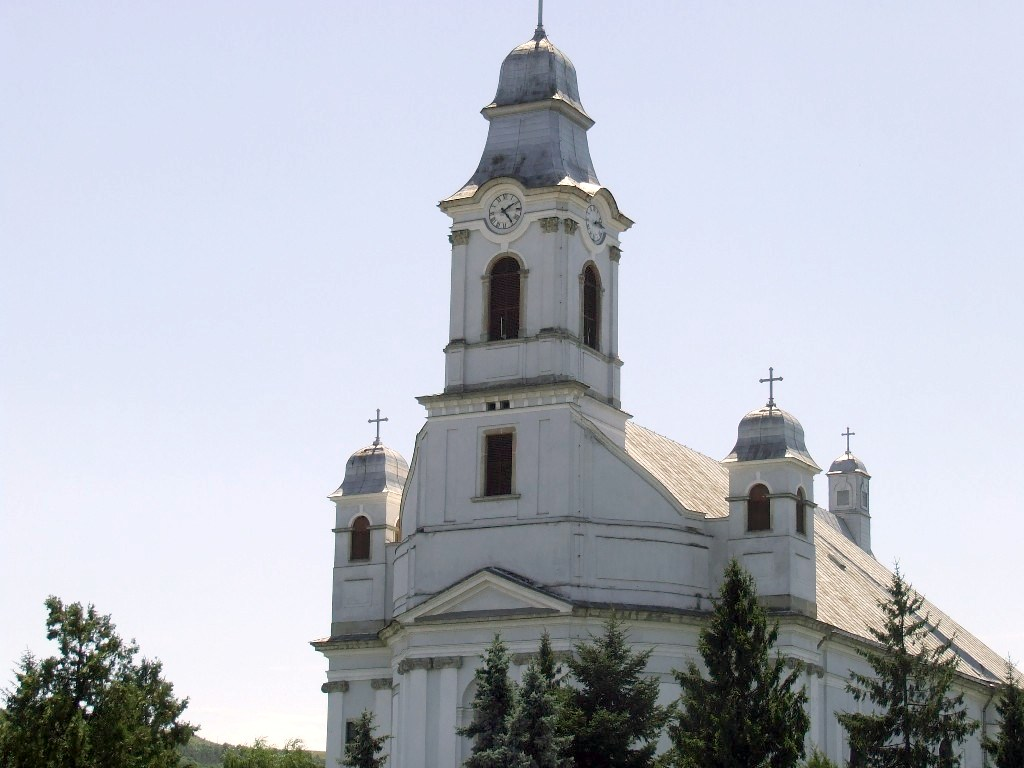
Армянский католический собор в Герле
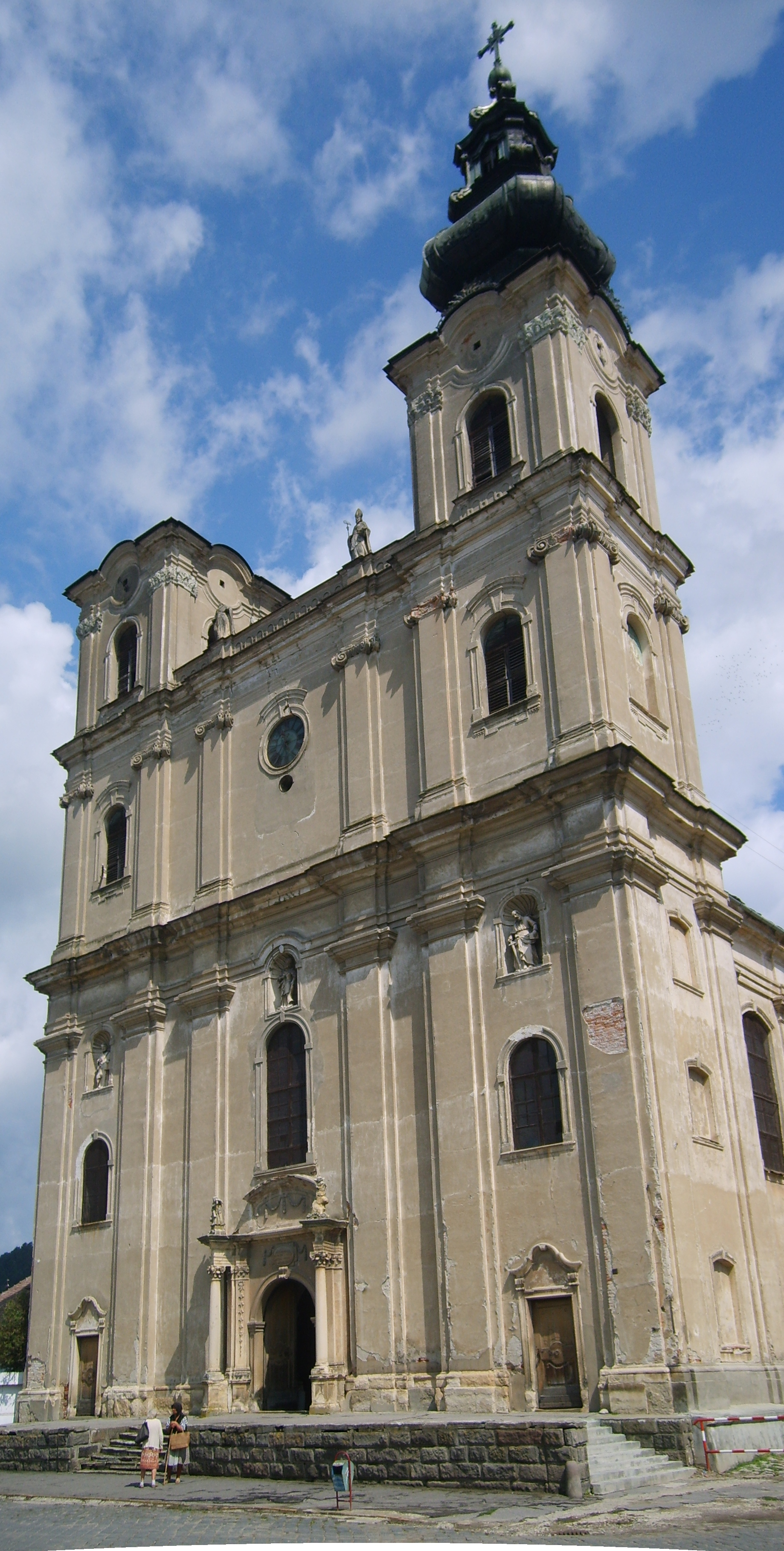
Армянская католическая церковь в городе Георгени (Гергиосцентмиклос)
- Армянский монастырь Агигадар (Монастырь желаний), в городе Сучава
- Армянский монастырь Агигадар (Монастырь желаний), в городе Сучава
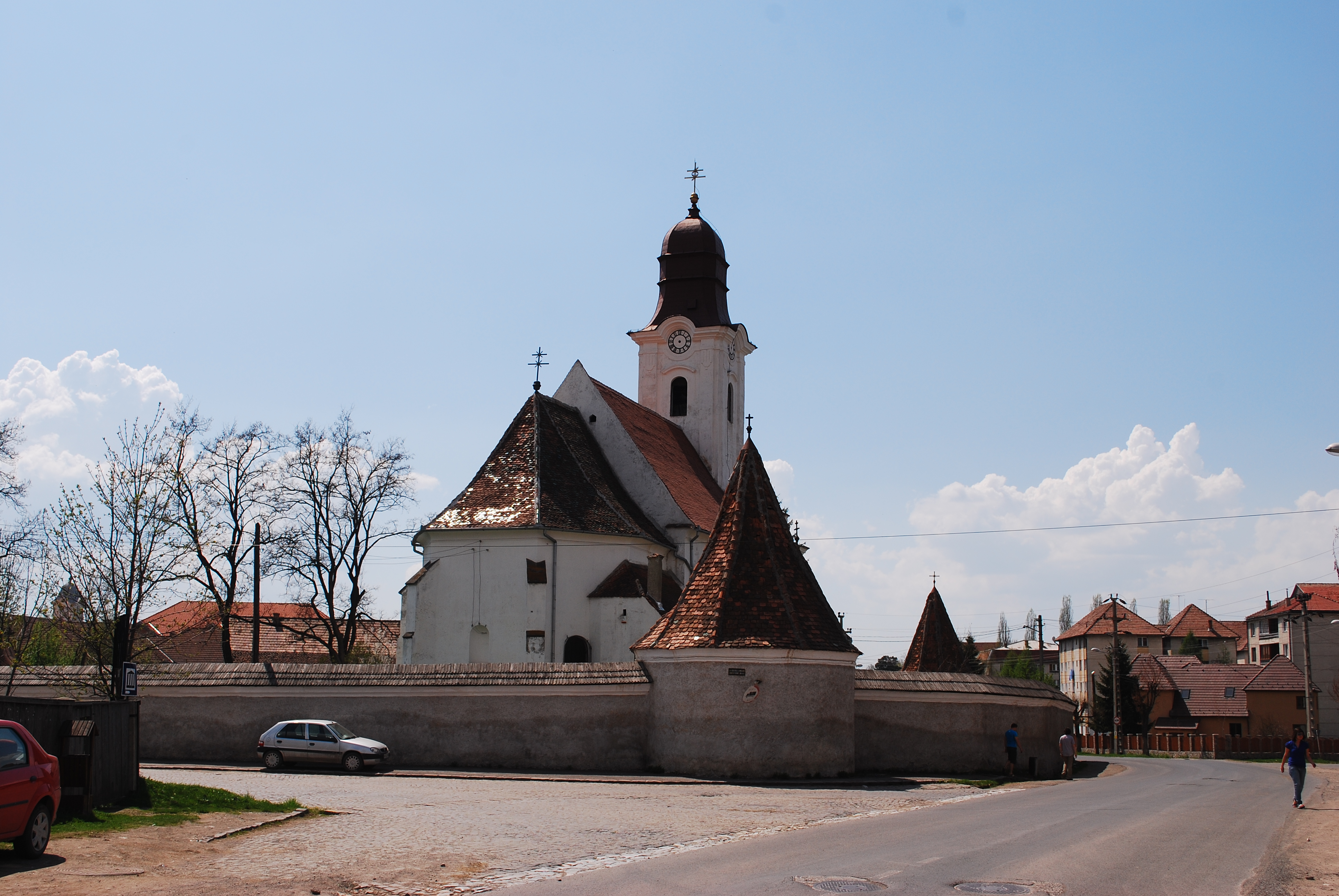
Армянская церковь Святого Креста и Монастырь Замка, в городе Сучава
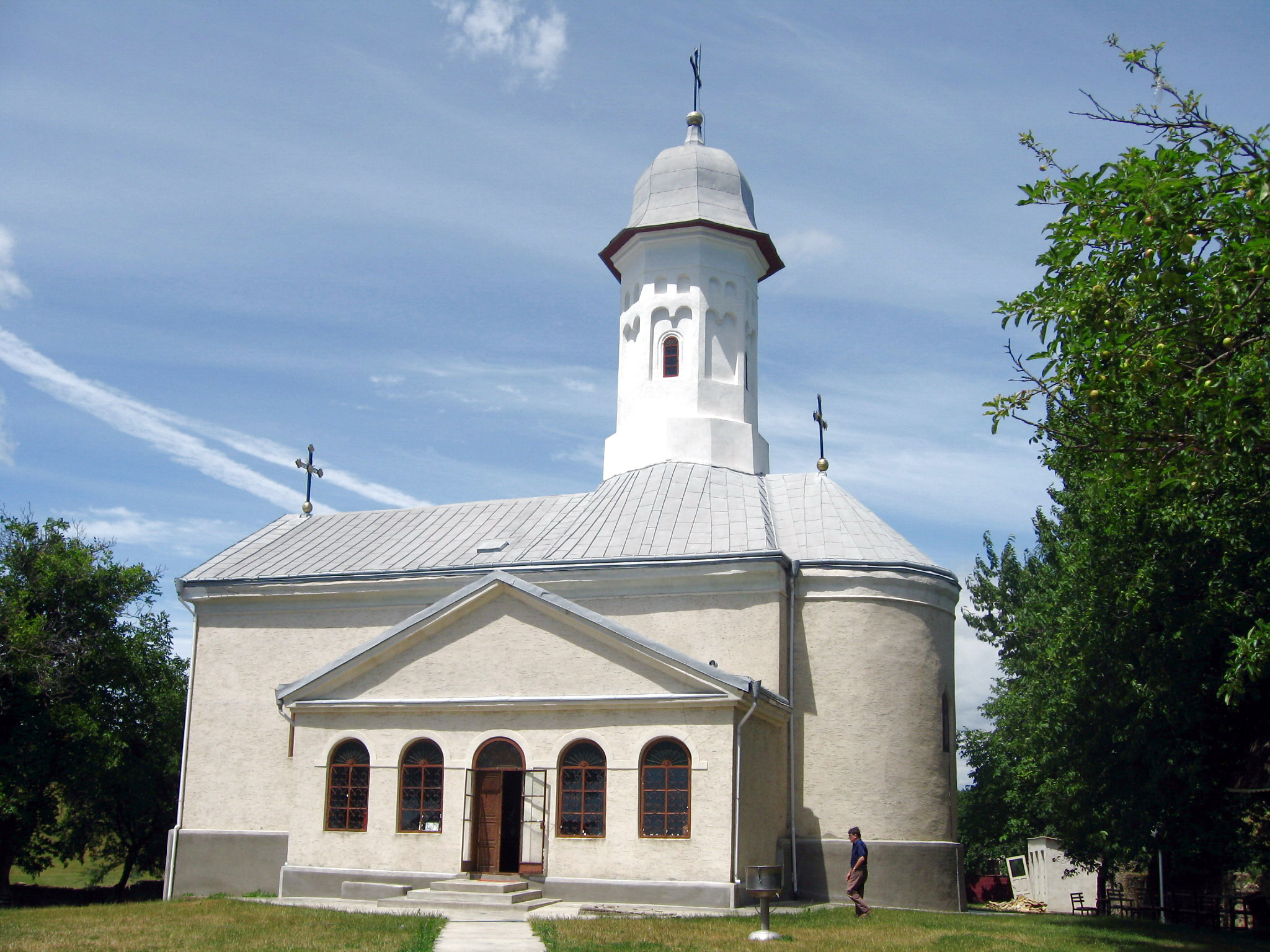
Армянский монастырь Агигадар (Монастырь желаний), в городе Сучава
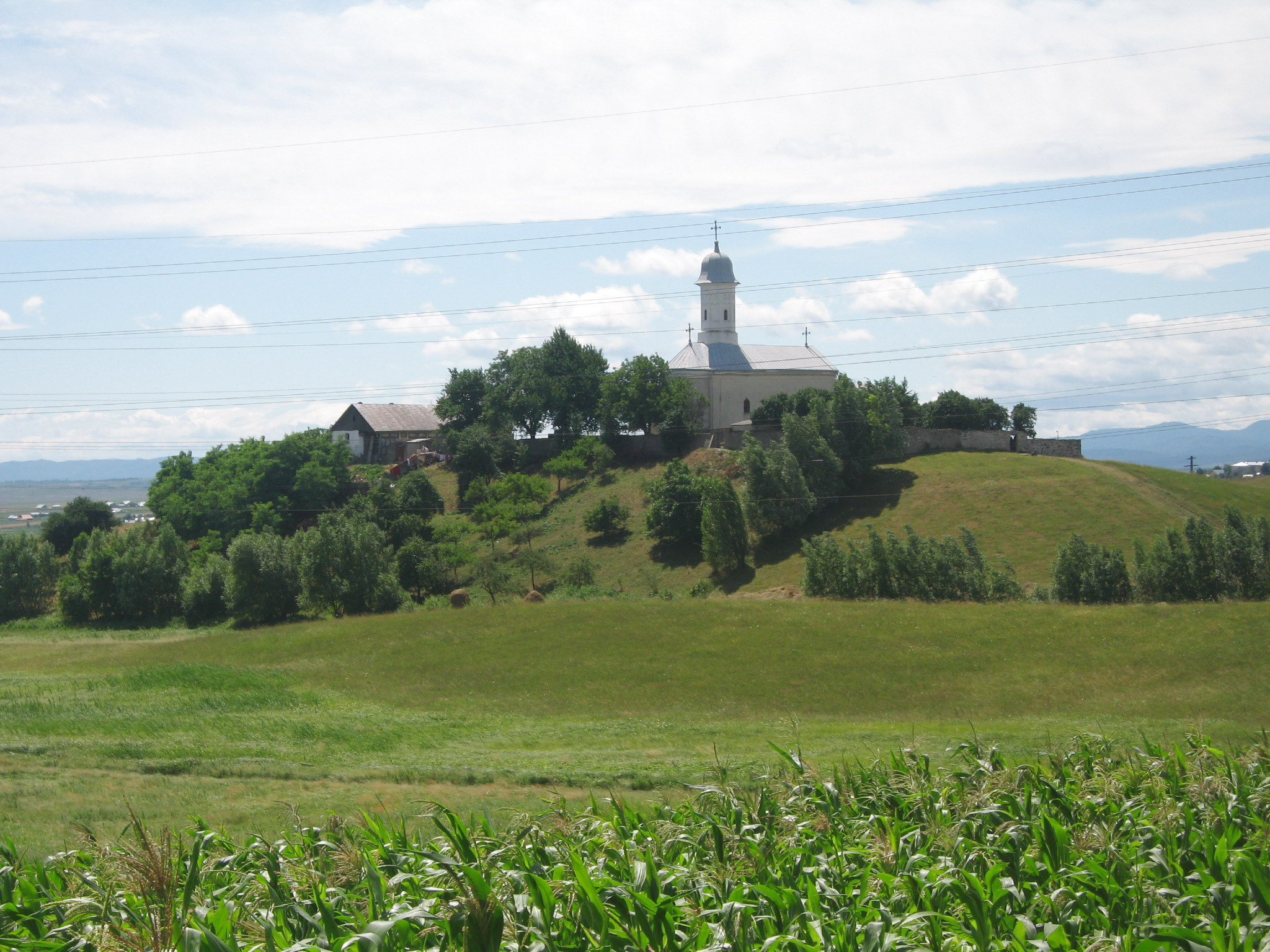
Армянский монастырь Агигадар (Монастырь желаний), в городе Сучава
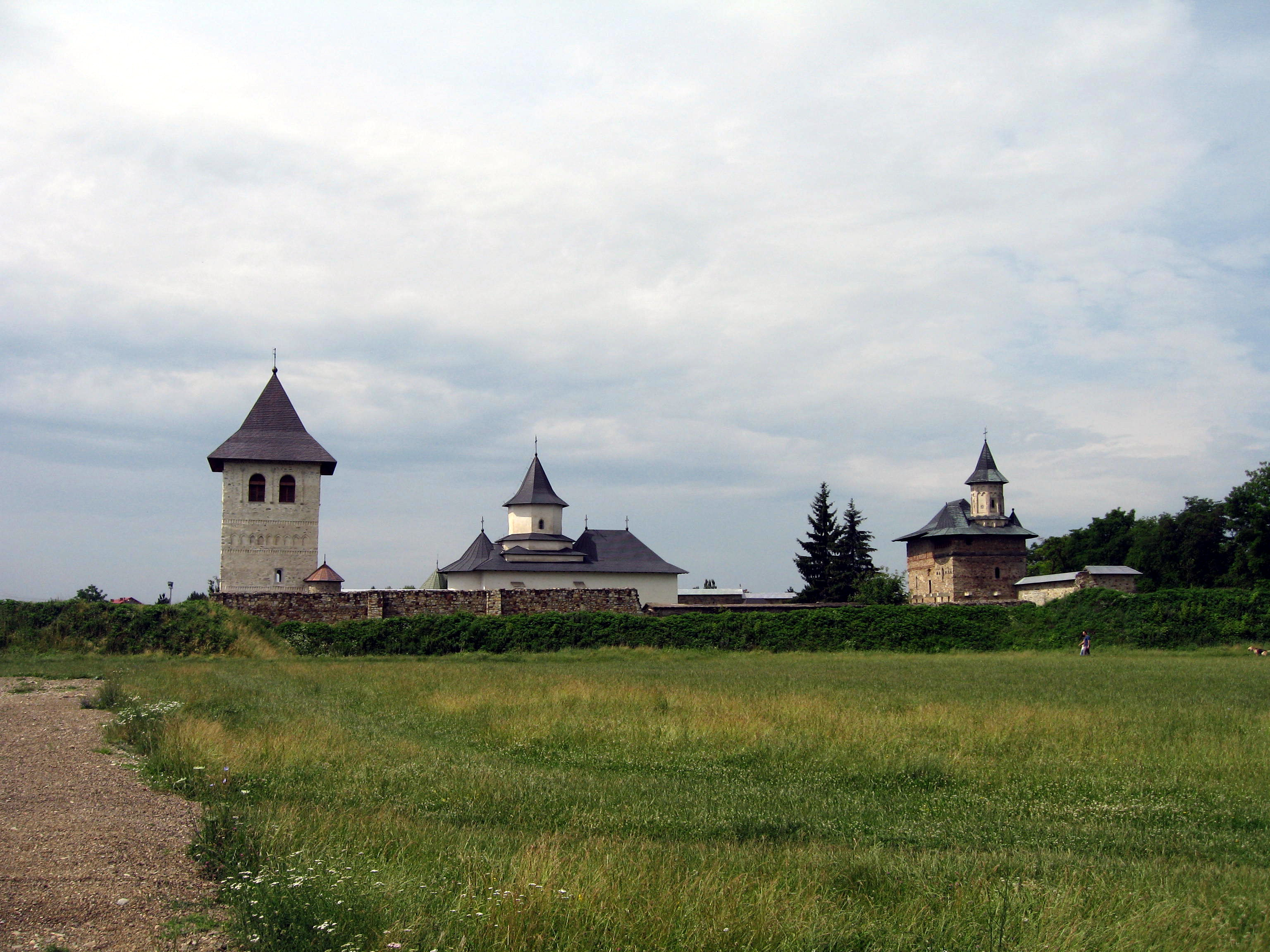
Армянская церковь Святого Креста и Монастырь Замка, в городе Сучава